# Kaimi
Kaimi – wieś w Estonii, w prowincji Tartu, w gminie Elva.